# Должик (Золочевский район)
До́лжик (укр. Довжик) — село, Должикский сельский совет, Золочевский район, Харьковская область, Украина.
Население по переписи 2001 года составляет 2180 (979/1201 м/ж) человек.
Является административным центром Должанского сельского совета, в который, кроме того, входят сёла Окнино и Родной Край.

## Географическое положение
Село Должик находится в 9 км от райцентра Золочев на реке Уды (в основном на левом берегу), выше по течению примыкает посёлок Першотравневое, ниже по течению на расстоянии в 2 км расположено село Маяк.
Ниже по течению на реке начинается Рогозянское водохранилище.
Через село проходит железная дорога, станции Черноглазовка и Платформа 205 км.

## История
Село известно с 1700 года. В окрестностях села находятся шесть археологических поселений эпохи бронзы и черняховской культуры (со 2 тысячелетия до н. э. по 6 век н. э.)
Население селения Должик в 1779 году, согласно «Ведомости, исъ какихъ именно городовъ и уездовъ Харьковское наместничество составлено и сколько было въ нихъ душъ на 1779 годъ», было довольно большим и составляло 811 душ (учитывались только мужчины).
Таким образом, Должик в том году был пятым по количеству населения населённым пунктом Золочевского уезда без самого Золочева, уступая только местечку Ольшана (2695), слободам Дементьевке (1176) и Лопань (868) и селу Удье (973).
Являлось центром Должанской волости Харьковского уезда Харьковской губернии Российской империи.
До революции — владельческое село князей Голицыных с барским домом начала XIX века. Последним владельцем усадьбы был князь Сергей Дмитриевич Голицын (1877—1939).
В 1940 году, перед ВОВ, Должике было 611 дворов, церковь, сельсовет, две ж.д. платформы — Должик и Черноглазовка, ветряная мельница.
В ходе Великой Отечественной войны с конца октября 1941 по февраль 1943 и с марта по начало августа 1943 село находилось под немецкой оккупацией,
Из села немцы угнали в Германию на принудительный труд 380 человек.
В годы войны 567 жителей села воевали на фронтах в рядах Советской армии; из них погибли 237 воинов; 567 (все) были награждены боевыми орденами и медалями СССР.
С 1945 по 1966 год в селе были построены 250 жилых домов.
В 1966 году население составляло 3001 человек; здесь действовали совхоз «Должанский» с 5154 га угодий, средняя школа, клуб, две библиотеки, кирпичный завод, ремонтная мастерская.
В 1976 году в селе было 1068 дворов; население составило 3162 человека.
Экономика
- Молочно-товарная и свино-товарная фермы, машинно-тракторные мастерские.
- Совхоз «Должанский» (ликвидирован в 1990-х годах).
- «Довжик», ООО, молоко, зерновые, овощи открытого грунта, КРС, свиноводство.

## Объекты социальной сферы
- Детский сад.
- Школа.
- Дом культуры.

## Достопримечательности
- Братская могила советских воинов и памятный знак воинам-односельчанам. Похоронено 193 воина.
- Памятник Стрижаку П. Г., Герою Советского Союза, погибшему в 1943 г.

- Братская могила советских воинов и памятный знак воинам-освободителям
- Памятник танкистам, освободившим село

## Известные уроженцы
- Твердохлеб, Иван Иосифович (1899—1986) — народный артист Украинской ССР.
- Король, Анна Степановна (1926—2020) — народный художник России.
- Стрижак, Павел Григорьевич — воин, Герой Советского Союза (посмертно).[4]
- Мирошник, Николай Владимирович — воин, повторивший подвиг Александра Матросова.
- [4]Калюжний, Иван Владимирович — Известный футболист